# Peyritschia conferta
Peyritschia conferta là một loài thực vật có hoa trong họ Hòa thảo. Loài này được (Pilg.) Finot mô tả khoa học đầu tiên năm 2003.